# Daniel Bertoya
Daniel Alejandro Bertoya (Armstrong, Santa Fe, Argentina, 13 de abril de 1975) es un exfutbolista argentino, y jugaba de arquero.

## Biografía
Se inició en el Club Defensores de Armstrong (Santa Fe), a los 16 pasaría al Club Renato Cesarini donde permanecería por 1 año. A los 17 años llegaría a Quinta División de Gimnasia LP subiendo categorías hasta debutar en primera en Gimnasia y Esgrima de Concepción del Uruguay en el año 2000.
Se retiró en año 2016, en Santamarina de Tandil jugando la Primera B nacional 2016. Atajo en total 446 partidos.
Después de su retiro, pasa a ser el Entrenador de porteros de Racing Club, reemplazando a Claudio Medina para afrontar el Campeonato de Primera División 2016-17.

## Trayectoria
| Club                        | País      | Año       | Partidos |
| --------------------------- | --------- | --------- | -------- |
| Gimnasia y Esgrima CDU      | Argentina | 2000      | 18       |
| Gimnasia y Esgrima La Plata | Argentina | 2001      |          |
| Atlético Tucumán            | Argentina | 2001-2002 | 21       |
| Aldosivi                    | Argentina | 2002-2004 | 41       |
| Club Sportivo Ben Hur       | Argentina | 2004-2007 | 101      |
| Defensa y Justicia          | Argentina | 2007-2008 | 37       |
| Dinamo Tirana               | Albania   | 2008      | 1        |
| Ramon Santamarina           | Argentina | 2008-2010 | 77       |
| Juventud Antoniana          | Argentina | 2010-2011 | 33       |
| Ramon Santamarina           | Argentina | 2011-2016 | 117      |

## Títulos
| Título             | Club                  | País      | Año     |
| ------------------ | --------------------- | --------- | ------- |
| Torneo Argentino A | Ben Hur               | Argentina | 2004-05 |
| Torneo Argentino A | Santamarina de Tandil | Argentina | 2013-14 |